# Selby
Selby ist eine Kleinstadt in der englischen Unitary Authority North Yorkshire. Selby besaß bei der Volkszählung im Jahre 2022 17.194 Einwohner.

## Geographie
Selby befindet sich ganz im Süden der Grafschaft am Fluss Ouse, etwa 20 km südlich von York, 30 km östlich von Leeds, 30 km nördlich von Doncaster und 40 km westlich von Kingston upon Hull.

## Geschichte
Einer Legende zufolge wurde Selby im 10. Jahrhundert durch dänische Wikinger gegründet, die das heutige Stadtgebiet auf dem Wasserweg über den Fluss Ouse erreicht haben sollen.

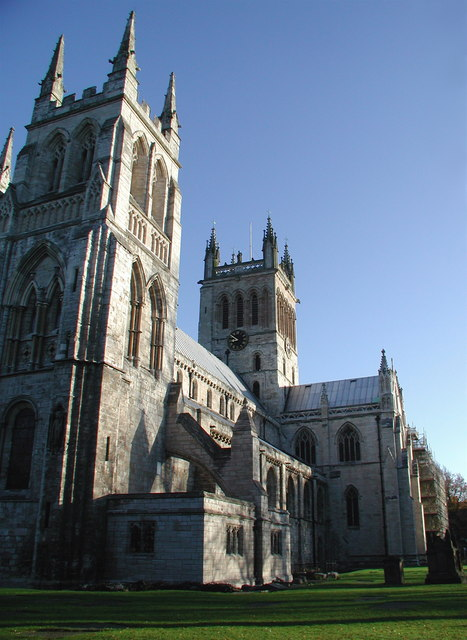
Selby Abbey

Der Fluss Ouse spielt auch in einer zweiten Legende um die Stadt eine Rolle. So habe ein Mönch namens Benedikt von Auxerre Mitte des 11. Jahrhunderts die Vision gehabt, an einem bestimmten Ort eine Abtei zu errichten. 1069 sei er dann, während er den Fluss mit einem Boot bereiste, von drei Schwänen auf die in seiner Vision bestimmte Stelle – den Ort Selby – hingewiesen worden.
Nachweislich wurde 1069 in Selby eine Abtei durch Benedikt von Auxerre begründet. Deren Bau sollte sich über ein Jahrhundert hinziehen. Der Innenausbau der Selby Abbey lehnt sich an die ab 1093 entstandene Kathedrale von Durham an. Eine im 14. Jahrhundert entstandene Glasmalerei in der Abtei beinhaltet das Wappen derjenigen Familie Washington, in die George Washington 1723 geboren werden sollte. Die Selby Abbey ist heute eine der wenigen vollständig erhaltenen und zugleich größten britischen Kirchen aus dem Mittelalter.
Die Abbey wurde im Zuge der Auflösung der englischen Klöster unter Heinrich VIII. im Jahre 1539 geschlossen, jedoch konnte sie im Gegensatz zur Mehrheit der Kirchenbauten North Yorkshires vor dem Abriss bewahrt werden. 1618 wurde die Abbey zur Stadtpfarrkirche von Selby erklärt.
1644 ereignete sich im Zuge des Englischen Bürgerkriegs die bedeutende Schlacht von Selby.
1840 erhielt Selby mit der Eröffnung der Bahnstrecke Hull–York Anschluss an das Eisenbahnnetz. 1841 folgte eine Bahnstrecke von Selby nach Leeds.
Beim Eisenbahnunfall von Selby am 28. Februar 2001 starben zehn Menschen.
Von 1974 bis 2023 war Selby Verwaltungssitz des District Selby innerhalb der Grafschaft North Yorkshire.

## Politik

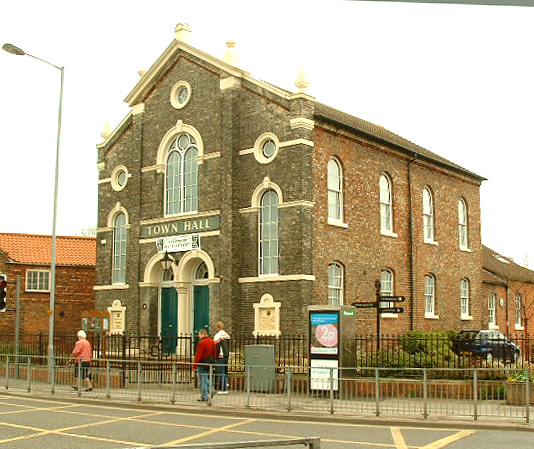
Rathaus

Selby besitzt einen Stadtrat (Selby Council) bestehend aus 18 Abgeordneten. Wahlen finden alle vier Jahre statt. Zudem tagt in Selby der Rat des Distrikts Selby (Selby District Council).
Selby befindet sich im Wahlkreis Selby. Der Wahlkreis selbst ist auf europäischer Ebene Teil des Wahlkreises Yorkshire and the Humber des europäischen Parlaments.

### Städtepartnerschaften
Selby unterhält Städtepartnerschaften mit
- Carentan, Frankreich
- Filderstadt, Deutschland

## Wirtschaft und Infrastruktur

### Kohlebergbau
Über einen Zeitraum von rund 20 Jahren fand auf dem Gebiet um die Stadt Selby Steinkohlenbergbau statt. Mit der Erschließung der dortigen Kohlefelder im Rahmen des so genannten „Selby complex“ wurde in den 1970er-Jahren begonnen. Es handelte sich dabei um die letzte Neuerschließung eines Kohlefelds in Großbritannien und zugleich eines der größten Untertagebau-Projekte der Welt. Der ursprünglichen Planung zufolge sollten hier über einen Zeitraum von 40 Jahren jährlich zehn Millionen Tonnen Steinkohle abgebaut werden und in nahegelegenen Kraftwerken wie dem Kraftwerk Drax verbrannt werden.
Nach rund mehrjähriger Planung wurde am 29. Oktober 1976 mit einer ersten Bohrung in Wistow, einem Nachbardorf Selbys, begonnen. 1978 wurden die Arbeiten an den künftigen Bergwerken Riccall und Stillingfleet sowie dem Schacht Gascoigne Wood begonnen, 1979 mit dem Bergwerk North Selby und 1980 mit dem Bergwerk Whitemoor. Im Juni 1983 wurde in der Zeche Wistow die Kohleförderung aufgenommen, im Januar 1988 in Riccall, Stillingfleet sowie Whitemoor und im Januar 1991 schließlich auch in North Selby. Die gesamte Erschließung des Kohlefeldes kostete etwa 1,4 Milliarden britische Pfund.
Alle Bergwerke waren unterirdisch miteinander verbunden und erstreckten sich untertags auf einer Fläche von rund 285 km². Die geförderte Steinkohle wurde ab November 1985 nicht an den Bergwerken, sondern über die zu diesem Zeitpunkt eröffneten Schrägschächte in Gascoigne Wood an die Oberfläche gebracht. Zu Spitzenzeiten förderten die Bergwerke des „Selby complex“ jährlich über zehn Millionen Tonnen Steinkohle. Die höchste Förderung wurde im Geschäftsjahr 1993/94 mit 12.091.000 Tonnen erreicht. Zu dieser Zeit beschäftigte der „Selby complex“ rund 4.000 Arbeiter.
Mitte der 1990er-Jahre musste der Abbau aus geologischen Gründen auf sieben bis acht Millionen Tonnen pro Jahr eingeschränkt werden. Zur Konzentration des Bergbaus auf geologisch sicherere Gebiete wurde das Bergwerk Whitemoor im Juli 1996 mit dem Bergwerk Riccall zusammengelegt, das Bergwerk North Selby ein Jahr später mit dem Bergwerk Stillingfleet. Fallende Kohlepreise und gleichzeitig steigende Produktionskosten führten Ende der 1990er-Jahre dazu, dass die einst profitablen Minen des „Selby complex“ Verluste erwirtschafteten – von 1999 bis 2002 insgesamt etwa 93 Millionen britische Pfund. Im Juli 2002 gab der Betreiber des „Selby complex“, UK Coal, bekannt, die Bergwerke schrittweise schließen zu wollen. Auch das britische Department of Trade and Industry hatte in einem Gutachten die Aufgabe des Bergbaus um Selby empfohlen. Das Bergwerk Wistow schloss im Mai 2004, Stillingfleet im Juli 2004. Am 26. Oktober 2004 wurde mit der Schließung des Bergwerks Riccall und der Schachtanlage Gascoigne Wood der Kohlebergbau im „Selby complex“ beendet.

### Schiffsbau
Selby war zudem für seine Tradition im Schiffsbau bekannt. Die Stadt besaß früher einen wichtigen Hafen am Selby-Kanal, welcher die Ouse mit Leeds verbindet, wo er in die Aire mündet. In Selby wurde unter anderem das ehemals von Greenpeace betriebene Schiff Rainbow Warrior gebaut.

### Verkehr

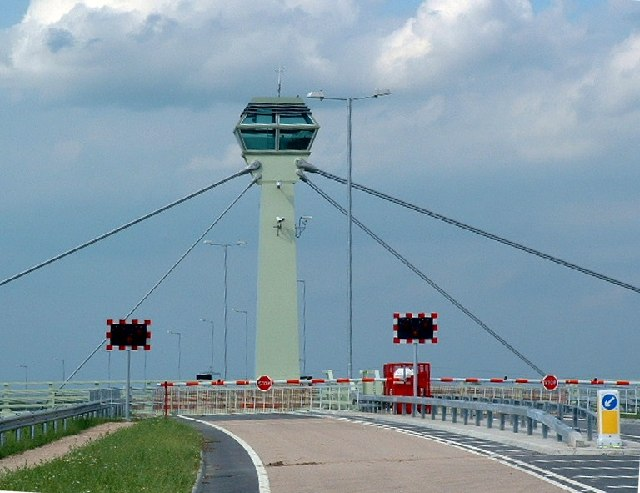
Drehbrücke in Selby

Von 2001 bis 2004 wurde südlich und östlich von Selby eine Umgehungsstraße errichtet, welche das Verkehrsaufkommen in der Stadt spürbar minderte. Bis dahin stellte eine Drehbrücke über die Ouse ein enormes Nadelöhr für den Durchgangsverkehr dar. In Nord-Süd-Richtung wird Selby heute von der A19 (Newcastle–Doncaster) tangiert, in Ost-West-Richtung führt die A63 (Hull–Leeds) an der Stadt vorbei. Nach Süden und Westen bestehen Anschlüsse an die Autobahnen M62 bzw. A1(M).
Selby ist ein Bahnknotenpunkt. Es existieren Direktverbindungen nach London (Bahnhof King’s Cross), Leeds, Manchester (Bahnhof Piccadilly), York und weiteren Zielen. Arriva betreibt ein Netz an Buslinien um Selby, unter anderem existieren Buslinien nach York, Leeds, Goole, Doncaster, Pontefract und Wakefield.
Die Ouse in Selby ist schiffbar. Stellte der Fluss früher noch einen wichtigen Transportweg für die Industrie in Yorkshire dar, so wird er heute meist touristisch genutzt.
Die nächsten größeren Flughäfen sind Leeds/Bradford sowie Doncaster/Sheffield und liegen beide etwa 50 km von Selby entfernt. Der kleinere Leeds East Airport liegt zirka zehn Kilometer nordwestlich Selbys.

## Persönlichkeiten
- Robert Aske (1500–1537), Jurist
- Heinrich I. (1068–1135), König von England
- Arthur Hinsley (1865–1943), Erzbischof von Westminster
- Jonathan Hutchinson (1828–1913), Chirurg, Dermatologe und Pathologe
- Thomas Johnson (1600–1644), Apotheker
- Jemima Morrell (1832–1909), Reiseschriftstellerin und Illustratorin
- John Sherwood (* 1945), Hürdenläufer
- James Stephenson (1889–1941), Schauspieler
- Smithson Tennant (1761–1815), Chemiker